# L'Île-Rousse
L'Île-Rousse (korziško Isula Rossa) je pristaniško naselje in občina v francoskem departmaju Haute-Corse regije - otoka Korzika. Leta 2007 je naselje imelo 2.765 prebivalcev.

## Geografija
Kraj leži v na severozahodni obali otoka Korzike 68 km jugozahodno od središča Bastie. Celinskemu delu občine pripada tudi manjši arhipelag štirih otokov: Île de la Pietra, Isula di u Brocciu, Isula Piana in îlot de Broccettu.

## Uprava
L'Île-Rousse je sedež istoimenskega kantona, v katerega so poleg njegove vključene še občine Corbara, Monticello, Pigna, Sant'Antonino in Santa-Reparata-di-Balagna s 5.743 prebivalci.
Kanton L'Île-Rousse je sestavni del okrožja Calvi.

## Zgodovina
Ozemlje občine je bilo naseljeno že v starih časih od 3 do 5 tisoč let pred našim štetjem. Tod je že leta 1000 pred našim štetjem stala cvetoča trgovska naselbina Agilla, odvisna od feničanskega Tira, uničena med napadom starogrške flote iz sosednjega Calarisa (Galeria). Ozemlje je pod imenom Rubico Rocega do 4. stoletja prešlo pod Rimsko upravo.
Sedanje naselje je bilo osnovano sredi 18. stoletja. V 17. stoletju so trgovci iz bližnje Santa Reparate tod osnovali trgovine in preko njih trgovali z ozemlji sosednjih obalnih krajev vse do rta Cap Corse. Okoli leta 1758 se je korziški domoljub Pasquale Paoli odločil na obali zgraditi pristanišče, s katerim bi pretrgal vezi med Genovo in bližnjim Calvijem. Pokrajinsko vlado s sedežem v Algajoli je pregovoril, da mu je odobrila zgraditi poleg pristanišča utrdbo, ki bi ga zaščitila; iz te odločitve se je razvil L'Île-Rousse, imenovan po bližnjih otočkih, zgrajenih iz rdečega porfirja. Sama občina je nastala leta 1825 iz dela ozemlja občine Santa-Reparata-di-Balagna.

## Zanimivosti
- otok îlot de la Pietra s pristaniščem, ruševinami utrdbe le Scalu in svetilnikom Phare de la Pietra,
- župnijska cerkev Marijinega brezmadežnega spočetja, zgrajena leta 1892 na trgu Pasquala Paolija, porušena med prvo svetovno vojno, obnovljena v 30. letih 20. stoletja,
- doprsni kip korziškega domoljuba Pasquala Paolija,
- spomenik mrtvim med prvo in drugo svetovno vojno in vojno v indokini.